# زین‌العابدین علمیه
حاج زین‌العابدین علمیه، مشهور به حاجی حاج آقا علمیه بازرگان اهل تبریز و از پیشگامان صنعت چاپ در ایران بود.
در میان مطابع سنگی معروف تبریز می‌توان مطبعه سنگی علمیه را نام برد که بوسیله حاج زین العابدین که به نام حاجی حاج آقا علمیه مشهور بود (نوه حاج میرزا زین العابدین تبریزی) در سال ۱۲۹۰ هجری شمسی تأسیس یافته و این مطبعه در چاپ کتب مختلف خدمات مهمی انجام داده‌است.
حدود نود سال پس از تأسیس اولین چاپخانه در تبریز نوه حاج زین العابدین (کسی که اولین چاپخانه سنگی و سربی را در ایران و تبریز دایر کرد) به نام زین العابدین مطبعه چی که پس از زیارت مکه به نام حاجی حاج آقا معروف و هنگام گرفتن شناسنامه نام علمیه را برخود انتخاب نمود. وی ماشین چاپی از اروپا خریداری کرده و از طریق کشور مصر وارد بندر استانبول در ترکیه فعلی نمود و از این بندر توسط چهل گاومیش به تبریز منتقل کرد. حاجی حاج آقا علمیه همرا با دستگاه‌های چاپ سنگی خود هشت تن از متخصصین صنعت چاپ را نیز از کشور آلمان برای نصب و آموزش این دستگاه‌ها به تبریز آورد. این آلمانی‌های متخصص صنعت چاپ در منزل مسکونی حاجی حاج آقا که ماشین‌های چاپ نیز در قسمتی از این خانه ۲۲۰۰ متر مربعی دایر شده بود ساکن شدند. دختر حاجی حاج آقا علمیه اظهار می‌دارند که زمان حمل گاومیش‌های حامل دستگاهای چاپ از کوچه‌های تنگ و باریک محله منجم تبریز به اجبار دیوارهای تعداد زیادی از خانه‌های همسایه‌ها را فرو ریخته و خراب کردند که حاجی حاج آقا هزینه بازسازی دیوارهای فرو ریخته را نیز متحمل شدند. نوه‌های حاجی حاج آقا علمیه اغلب به کار آبا و اجدادی خویش روی آورده‌اند و در صنعت چاپ ایران مشغول به فعالیت هستند.